# Sigogne
Sigogne és un municipi francès situat al departament del Charente i a la regió de la Nova Aquitània. L'any 2007 tenia 1.009 habitants.

## Demografia

### Població
El 2007 la població de fet de Sigogne era de 1.009 persones. Hi havia 394 famílies de les quals 96 eren unipersonals (44 homes vivint sols i 52 dones vivint soles), 129 parelles sense fills, 145 parelles amb fills i 24 famílies monoparentals amb fills.
La població ha evolucionat segons el següent gràfic:
Habitants censats

### Habitatges
El 2007 hi havia 440 habitatges, 407 eren l'habitatge principal de la família, 14 eren segones residències i 18 estaven desocupats. 434 eren cases i 6 eren apartaments. Dels 407 habitatges principals, 339 estaven ocupats pels seus propietaris, 52 estaven llogats i ocupats pels llogaters i 16 estaven cedits a títol gratuït; 3 tenien una cambra, 16 en tenien dues, 55 en tenien tres, 127 en tenien quatre i 206 en tenien cinc o més. 360 habitatges disposaven pel capbaix d'una plaça de pàrquing. A 147 habitatges hi havia un automòbil i a 225 n'hi havia dos o més.

### Piràmide de població
La piràmide de població per edats i sexe el 2009 era:
| Homes | Edats   | Dones |
| ----- | ------- | ----- |
| 0     | 95 o +  | 0     |
| 4     | 90 a 94 | 8     |
| 12    | 85 a 89 | 12    |
| 4     | 80 a 84 | 0     |
| 12    | 75 a 79 | 44    |
| 16    | 70 a 74 | 12    |
| 28    | 65 a 69 | 24    |
| 24    | 60 a 64 | 28    |
| 8     | 55 a 59 | 8     |
| 36    | 50 a 54 | 20    |
| 32    | 45 a 49 | 32    |
| 60    | 40 a 44 | 56    |
| 36    | 35 a 39 | 44    |
| 32    | 30 a 34 | 20    |
| 20    | 25 a 29 | 24    |
| 4     | 20 a 24 | 8     |
| 28    | 15 a 19 | 20    |
| 40    | 10 a 14 | 40    |
| 32    | 5 a 9   | 24    |
| 12    | 0 a 4   | 24    |

## Economia
El 2007 la població en edat de treballar era de 636 persones, 473 eren actives i 163 eren inactives. De les 473 persones actives 431 estaven ocupades (244 homes i 187 dones) i 41 estaven aturades (21 homes i 20 dones). De les 163 persones inactives 58 estaven jubilades, 45 estaven estudiant i 60 estaven classificades com a «altres inactius».

### Ingressos
El 2009 a Sigogne hi havia 400 unitats fiscals que integraven 989,5 persones, la mediana anual d'ingressos fiscals per persona era de 18.477 €.

### Activitats econòmiques
Dels 47 establiments que hi havia el 2007, 1 era d'una empresa extractiva, 6 d'empreses alimentàries, 2 d'empreses de fabricació d'altres productes industrials, 10 d'empreses de construcció, 10 d'empreses de comerç i reparació d'automòbils, 1 d'una empresa de transport, 2 d'empreses d'hostatgeria i restauració, 1 d'una empresa d'informació i comunicació, 4 d'empreses immobiliàries, 3 d'empreses de serveis, 4 d'entitats de l'administració pública i 3 d'empreses classificades com a «altres activitats de serveis».
Dels 16 establiments de servei als particulars que hi havia el 2009, 1 era una oficina de correu, 2 tallers de reparació d'automòbils i de material agrícola, 2 paletes, 1 guixaire pintor, 3 fusteries, 2 lampisteries, 1 electricista, 2 perruqueries i 2 agències immobiliàries.
Dels 4 establiments comercials que hi havia el 2009, 1 era un supermercat, 1 una botiga de menys de 120 m², 1 una fleca i 1 una llibreria.
L'any 2000 a Sigogne hi havia 38 explotacions agrícoles que ocupaven un total de 1.260 hectàrees.

## Equipaments sanitaris i escolars
L'únic equipament sanitari que hi havia el 2009 era una farmàcia.
El 2009 hi havia una escola elemental.

## Poblacions més properes
El següent diagrama mostra les poblacions més properes.